# بارغان (بنستان)
بارغان (بالإنجليزية: Pargan)‏ هي منطقة سكنية تقع في إيران في يزد. يقدر عدد سكانها بـ 33 نسمة .